# 费利纳
费利纳（葡萄牙語：Mario Nascimento Ferreira），葡萄牙人，医学家、教育家。澳门大学首位葡裔校长。

## 简历
费利纳毕业于葡萄牙科英布拉大学，1970年在加拿大麦吉尔大学取得硕士学位，1972年在莫桑比克洛伦索马贵斯大学取得博士学位。1991年起任葡萄牙里斯本新大学副校长，1994年至1997年任澳门大学校长。
| 教育職務      | 教育職務                    | 教育職務      |
| 學術機關職務  | 學術機關職務                | 學術機關職務  |
| ------------- | --------------------------- | ------------- |
| 澳门大学      |                             |               |
| 前任： 李天庆 | 澳门大学校长 1994年－1997年 | 繼任： 周礼杲 |